# 蒔田彩珠
蒔田彩珠（日语：／ Makita Aju；2002年8月7日—），日本女演員，出身自神奈川縣，星塵傳播經紀公司旗下藝人。

## 經歷
蒔田的哥哥為童星，蒔田在小時候看見哥哥拍廣告而有了上電視的念頭，於是七歲與經紀公司簽約成為童星。一開始因過於緊張，始終未能通過各個試鏡，為了改善此種情形而參與大學院校的學生電影拍攝工作。
2012年，在10歲時參演知名導演是枝裕和執導的連續劇《Going My Home》，飾演阿部寬的女兒而初步受到矚目，並獲得是枝導演「非常有彈性、有演戲的細胞」等好評，於是開始朝職業演員邁進。其後，演出是枝導演多部電影。2015年，自原經紀公司移籍至Humanité。2016年，在單集電視劇《五年目のひとり》與渡邊謙共演。
2018年，初次主演電影《志乃同學說不出自己的名字》，因拍攝此片而學習吉他彈奏，並獲得報知電影獎等兩項新人獎，成為年輕世代受注目的女演員之一。同年12月，初次參演舞台劇，與草彅剛共演。
2020年，演出知名導演河瀨直美執導的電影《晨曦將至》，以片中精彩的詮釋於該年日本影壇引起話題，並獲得報知電影獎、每日電影獎、電影旬報、橫濱電影節、亞洲電影大獎最佳女配角獎，及日本電影金像獎最佳新人獎。其中，以18歲之齡在報知電影獎於兩年內獲得新人獎與女配角獎，為史上最速紀錄。2021年，再度參演NHK晨間劇，於《歡迎回來百音》劇中飾演主角清原果耶的妹妹，為兩人繼《透明的搖籃》之後的二度共演。
2022年1月，參演TBS週五連續劇《妻子變成小學生。》，於劇中飾演主角的女兒。

## 戲劇作品

### 電影
- プロローグ（2009年，東京藝術大學大学院映像研究科）：飾演 醫院的少女
- カラコギ（2009年，東京造形大学）：飾演 迷路的少女
- ライムキャッチボール（2009年，東京藝術大學大学院映像研究科）：飾演 盪鞦韆的少女
- さよなら、またいつか。（2010年，立教大學映像身体学科）：飾演 女主角（兒童時期）
- 家出親父と3匹のどら猫（2010年，東京造形大学 畢業製作）：飾演 少女（友情出演）
- 女と男と座敷わらし（2011年，東京大學 電影研究會）：飾演 座敷わらし
- 比海還深（2016年5月21日）：飾演 彩珠
- The Light Dances（2017年）：飾演 渚（主演）
- 第三度殺人（2017年9月9日）：飾演 重盛朋章的女兒
- 友罪（2018年5月25日）：飾演 白石唯
- 小偷家族（2018年6月8日）：飾演
- 貓是用來抱的（日语：猫は抱くもの#映画）（2018年6月23日）：飾演 中山帆乃 / 縞三毛貓（一人分飾二角）
- 志乃同學說不出自己的名字（2018年7月14日）：飾演 岡崎加代（與南沙良雙主演）
- 草莓之歌（日语：いちごの唄 (小説)#映画）（2019年7月5日）：飾演 震災災民
- ＃全力手球（日语：＃ハンド全力）（2020年7月31日）：飾演 黒澤
- 星之子（日语：星の子#映画）（2020年7月31日）：飾演 まーちゃん
- 晨曦將至（日语：朝が来る#映画）（2020年10月23日）：飾演
- DIVOC-12（日语：DIVOC-12）「YEN」篇（2020年10月23日）：飾演 夏希（主演）
- 99.9-刑事專門律師-THE MOVIE（2021年12月30日）：飾演
- Pure Japanese（日语：Pure Japanese）（2022年1月28日）：飾演

### 電視劇
- （2011年6月25日，朝日電視台）：飾演 里沙子（兒童時期）
- Going My Home（2012年10月9日－12月18日，關西電視台）：飾演 坪井萌江
- 櫻桃小丸子（2013年10月1日，富士電視台）：飾演 櫻早紀子
- （2014年1月19日 - 2月9日，WOWOW）：飾演 志水真里菜
- （2014年3月16日，東海電視台）：飾演 黒岩美音
- 昨夜的咖喱 明日的麵包 第5集（2014年11月2日，NHK）：飾演 麻里惠
- 重版出来！ 第7集～第10集（2016年5月24日－6月14日，TBS電視台）：飾演 後田亞佑
- NHK晨間劇 大姊當家 第25週（2016年9月19日－24日，NHK）：飾演 水田珠希
- 山田太一（日语：山田太一 (脚本家)） SP「五年目のひとり」（2016年11月19日，朝日電視台）：飾演 松永亜美
- 富士Family（日语：富士ファミリー）2017（2017年1月3日，NHK）
- A LIFE～深愛的人～ 第7集（2017年2月26日，TBS）：飾演 道山茜
- 澪之料理帖（2017年5月13日－7月8日，NHK）：飾演 蕗
- 木皿泉劇場 道草「平田家の人々」（2017年12月16日，NHK BS Premium）：飾演 歩
- anone 第3、4集（2018年1月24日、31日，日本電視台）：飾演
- 透明的搖籃 第2集（2018年7月27日，NHK）：飾演 中本千繪
- 三日月（日语：三日月みかづき (小説)#テレビドラマ） 第2、3集（2019年2月2日、9日，NHK）：飾演 大島蘭（年輕時期）
- 潤一（日语：潤一#テレビドラマ） 第5集（2019年8月10日，關西電視台）：飾演 瑠依
- 澪之料理帖 SP（2019年12月14日－21日，NHK）：飾演 蕗
- 橫溝正史短篇集II「金田一耕助踊る！」貸しボート十三号（2020年1月18日，NHK BS Premium）：飾演 川崎美穂子
- 危險的二人 -K2- 池袋署刑事課神崎·黑木 第4集（2020年10月2日，TBS）：飾演 橘望美
- （2020年10月31日，富士電視台TWO）：飾演 伊藤香里（主演）
- NHK晨間劇 歡迎回來百音（2021年5月17日－10月30日，NHK）：飾演 永浦未知
- 妻子變成小學生。（2022年1月21日－3月25日，TBS）：飾演 新島麻衣
- 我最差勁的朋友（2023年8月21日－10月12日，NHK）：飾演 笠松ほたる（主演）
- 誰在這個城市（2024年12月8日－12月29日，WOWOW）：飾演 望月麻希
- 御上先生（2025年1月19日－3月23日，TBS）：飾演 富永蒼
- DOCTOR PRICE（2025年7月6日－，日本電視台）：飾演 夜長亞季

### 網路劇
- 深海與月影（日语：深海くんと月影ちゃん） Season 2（2020年6月1日 - 5日，全5回，YouTube配信）：飾演 月影ちゃん（與鈴鹿央士雙主演）
- 言の葉（2020年10月19日，FOD）：飾演 伊藤香里（主演）
- 舞伎家的料理人（2023年1月12日全季上線，Netflix）：飾演 涼子

### 舞台劇
- 音樂劇《道》（2018年12月8日 - 28日，東京日生劇場）：飾演 ジェルソミーナ

### 廣播劇
- FMシアター 真琴もののけ録（2019年3月23日，NHK-FM）：飾演 真琴（主演）
- 君を探す夏（2020年9月13日，NHKラジオ第1放送）：飾演 ゆい（與八木莉可子雙主演）

### 動畫配音
- 神在月的孩子（2021年）：飾演 葉山カンナ（主演）
- 致深愛妳的那個我（2022年）：飾演 佐藤栞[9]

## MV
- butter butter《明後日》（2009年）
- 宮崎奈穂子《ぴっかぴか》（2010年）
- SHISHAMO《水色の日々》（2018年）
- 米津玄師《カナリヤ》（2020年）
- Vaundy《恋風邪にのせて》（2022年）

## 獎項
- 2018年
  - 第43回報知電影獎 新人賞（志乃同學說不出自己的名字）
  - 第33回高崎電影節（日语：高崎映画祭） 最優秀新人女優賞（志乃同學說不出自己的名字）
- 2020年
  - 第45回報知電影獎 助演女優賞（晨曦將至（日语：朝が来る#映画））
  - 第42回橫濱電影節 助演女優賞（晨曦將至（日语：朝が来る#映画）、星之子（日语：星の子#映画））
- 2021年
  - 第75回每日電影獎 女優助演賞（晨曦將至）
  - 第44回日本電影金像獎 新人俳優賞（晨曦將至）
  - 第94回電影旬報獎 助演女優賞（晨曦將至）[10]
  - 2020年度全国映連賞 女優賞（晨曦將至、星之子）
  - 第15屆亞洲電影大獎 最佳女配角獎（晨曦將至）[11]

## 外部連結
- 經紀公司個人資料頁面 （页面存档备份，存于） - Humanite（日語）
- 蒔田彩珠的Instagram帳戶
- 蒔田彩珠的X（前Twitter）